# Bort-les-Orgues (tổng)
Tổng Bort-les-Orgues là một tổng của Pháp tọa lạc tại tỉnh Corrèze trong vùng Lumousin.

## Địa lý
Tổng này được tổ chức xung quanh Bort-les-Orgues trong quận Ussel. Độ cao khu vực này là 400 m (Saint-Julien-près-Bort) à 853 m (Sarroux) độ cao trung bình trên mực nước biển là 631 m.

## Hành chính
| Giai đoạn | Ủy viên            | Đảng | Tư cách                              |
| --------- | ------------------ | ---- | ------------------------------------ |
| 2001-2008 | Jean-Pierre Dupont | UMP  | Député, Président du Conseil Général |
| 2008-2014 | Jean-Pierre Dupont | UMP  | Député                               |

## Phân chia đơn vị hành chính
Tổng Bort-les-Orgues được chia thành 10 xã và khoảng 5 149 người (điều tra dân số năm 1999 không tính trùng dân số).
| Xã                     | Dân số | Mã bưu chính | Mã insee |
| ---------------------- | ------ | ------------ | -------- |
| Bort-les-Orgues        | 3 534  | 19110        | 19028    |
| Margerides             | 225    | 19200        | 19128    |
| Monestier-Port-Dieu    | 116    | 19110        | 19142    |
| Confolent-Port-Dieu    | 39     | 19200        | 19167    |
| Saint-Bonnet-près-Bort | 165    | 19200        | 19190    |
| Saint-Julien-près-Bort | 369    | 19110        | 19218    |
| Saint-Victour          | 171    | 19200        | 19247    |
| Sarroux                | 379    | 19110        | 19252    |
| Thalamy                | 85     | 19200        | 19266    |
| Veyrières              | 66     | 19200        | 19283    |

## Thông tin nhân khẩu
| 1962                                                     | 1968  | 1975  | 1982  | 1990  | 1999  |
| -------------------------------------------------------- | ----- | ----- | ----- | ----- | ----- |
| 6 664                                                    | 7 043 | 6 840 | 6 155 | 5 838 | 5 149 |
| Nombre retenu à partir de 1962 : dân số không tính trùng |       |       |       |       |       |